# العلاقات الأرمنية الإيرانية
العلاقات الأرمينية الإيرانية هي العلاقات الثنائية التي تجمع بين أرمينيا وإيران.

## مقارنة بين البلدين
هذه مقارنة عامة ومرجعية للدولتين:
| وجه المقارنة                                              | أرمينيا                    | إيران                    |
| --------------------------------------------------------- | -------------------------- | ------------------------ |
| المساحة (كم2)                                             | 29.74 ألف                  | 1.65 مليون               |
| عدد السكان (نسمة)                                         | 2.93 مليون                 | 79.97 مليون              |
| الكثافة السكانية (ن./كم²)                                 | 98.52                      | 48.47                    |
| العاصمة                                                   | يريفان                     | طهران                    |
| اللغة الرسمية                                             | لغة أرمنية                 | لغة فارسية               |
| العملة                                                    | درام أرميني                | ريال إيراني              |
| الناتج المحلي الإجمالي (بليون دولار)                      | 11.54 مليار                | 439.51 مليار             |
| الناتج المحلي الإجمالي (تعادل القوة الشرائية) بليون دولار | 25.41 مليار                | 1.36 تريليون             |
| الناتج المحلي الإجمالي الاسمي للفرد دولار أمريكي          | 3.49 ألف                   |                          |
| الناتج المحلي الإجمالي للفرد دولار أمريكي                 | 8.07 ألف                   |                          |
| مؤشر التنمية البشرية                                      | 0.743                      | 0.766                    |
| رمز المكالمات الدولي                                      | +374                       | +98                      |
| رمز الإنترنت                                              | .am، .հայ ‏                 | .ir،                     |
| المنطقة الزمنية                                           | ت ع م+04:00، توقيت أرمينيا | ت ع م+03:30، توقيت إيران |

## مدن متوأمة
في ما يلي قائمة باتفاقيات التوأمة بين مدن أرمينية وإيرانية:
- ترتبط يريفان مع أصفهان باتفاقية توأمة منذ 2007.[14][14][14][14]

## منظمات دولية مشتركة
يشترك البلدان في عضوية مجموعة من المنظمات الدولية، منها:
| علم المنظمة | اسم المنظمة                        | تاريخ انضمام أرمينيا | تاريخ انضمام إيران |
| ----------- | ---------------------------------- | -------------------- | ------------------ |
|             | مؤسسة التنمية الدولية              | 25 أغسطس 1993        | 10 أكتوبر 1960     |
|             | يونسكو                             | 9 يونيو 1992         | 6 سبتمبر 1948      |
|             | وكالة ضمان الاستثمار متعدد الأطراف | 5 ديسمبر 1995        | 15 ديسمبر 2003     |
|             | الأمم المتحدة                      | 2 مارس 1992          | 24 أكتوبر 1945     |
|             | الفريق المعني برصد الأرض           | ?                    | ?                  |
|             | الاتحاد البريدي العالمي            | ?                    | ?                  |
|             | البنك الدولي للإنشاء والتعمير      | 16 سبتمبر 1992       | 29 ديسمبر 1945     |
|             | منظمة حظر الأسلحة الكيميائية       | ?                    | ?                  |
|             | مؤسسة التمويل الدولية              | 18 أبريل 1995        | 28 ديسمبر 1956     |
|             | منظمة الشرطة الجنائية الدولية      | ?                    | ?                  |

## وصلات خارجية
- موقع وزارة الخارجية الأرمينية
- موقع وزارة الخارجية الإيرانية